# Gholamreza Fathabadi
Gholamreza Fathabadi (Irán; 31 de diciembre de 1957) es un exfutbolista de Irán que jugaba en la posición de delantero.

## Carrera

### Club
| Periodo   | Club                |
| --------- | ------------------- |
| 1977-1979 | Rah Ahan Sorinet FC |
| 1979–1981 | Esteghlal FC        |
| 1981–1986 | Persepolis FC       |
| 1986–1988 | Esteghlal FC        |
| 1988-1991 | Shahin FC           |

### Selección nacional
Jugó con Irán en 12 partidos entre 1980 y 1986 donde anotó cinco goles, incluyendo dos apariciones en la Copa Asiática y en los Juegos Asiáticos de 1986.

## Logros
- Liga de Fútbol de Teherán:

1982-83
- Copa Hazfi de Teherán:

1981-82